# Херви, Джон, 1-й граф Бристоль
Джон Херви, 1-й граф Бристоль (англ. John Hervey, 1st Earl of Bristol; 27 августа 1665 — 20 января 1751) — английский политический деятель.

## Биография
Джон Херви родился 27 августа 1665 года в Бери-Сент-Эдмундсе, Саффолк. Сын сэра Томаса Херви (1625—1694) и Изабеллы Мэй. Он получил образование в Бери и в колледже Клэр, Кембридж. Он стал одним из двух членов парламента от Бери-Сент-Эдмундса через пять лет после своего отца в марте 1694 года.
В марте 1703 года он был назначен 1-м бароном Херви из Икворта в графстве Саффолк, а в октябре 1714 года был назначен 1-м графом Бристольским в награду за его рвение в продвижении принципов революции и поддержке ганноверского престолонаследия.

## Браки и дети
Лорд Бристоль был дважды женат:

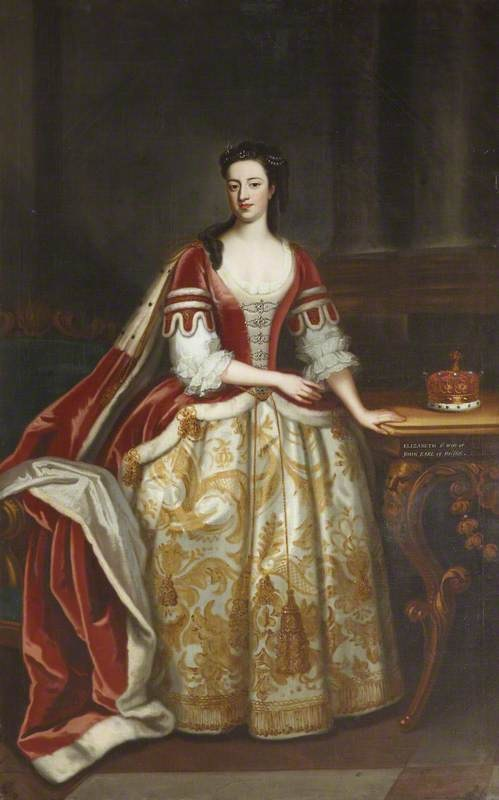
Элизабет Херви, графиня Бристоль (1676—1741), вторая жена Джна Херви, 1-го графа Бристоля

- с 1 ноября 1688 года Изабелла Карр (20 января 1669 — 7 марта 1693), дочь сэра Роберта Карра, 3-го баронета (ок. 1637—1682), из Слифорда, Линкольншир, и Элизабет Беннет.
- с 25 июля 1695 года Элизабет Фелтон (18 декабря 1676 — 1 мая 1741), дочь и сонаследница местного саффолкского сановника сэра Томаса Фелтона, 4-го баронета (1649—1709), и леди Элизабет Говард (1656—1681), дочери Джеймса Говарда, 3-го графа Саффолка.

От брака с Изабеллой у него было трое детей:
- Достопочтенная Изабелла Херви (1689 — ноябрь 1711), не замужем
- Достопочтенный Карр Херви, лорд Херви (17 сентября 1691 — 15 ноября 1723), который получил образование в колледже Клэр в Кембридже и был депутатом парламента на том же месте, что и его отец и дед с 1713 по 1722 год. Он умер неженатым 14 ноября 1723 года[2].
- Достопочтенная Кэтрин Херви (род. 1693), умерла молодой.

От брака с леди Элизабет у него было семнадцать детей:
- Леди Элизабет Херви (9 декабря 1698 — сентябрь 1727), с 1724 года замужем за достопочтенным Басси Мэнселом, 4-м бароном Мэнселом (? — 1750),
- Джон Херви, 2-й барон Херви (15 октября 1696 — 5 августа 1743), был политиком, придворным остроумцем и памфлетистом. После смерти своего сводного брата Карра в 1723 году он принял почтительный титул лорда Херви и приобрел некоторую известность как писатель и политик. В 1733 году он был вызван в Палату лордов посредством приказа об ускорении младшего титула своего отца барона Херви. Он также умер раньше своего отца.
- Достопочтенный Томас Херви (20 января 1699 — 16 января 1775), был одним из членов парламента от Бери-Сент-Эдмундс с 1733 по 1747; занимал разные должности при дворе. Он сбежал с Элизабет, женой Сэр Томас Ханмер, 4-го баронета[3]. У него было очень плохое здоровье, и его бесшабашной жизни часто приводил его в материальный и другие трудности. Он написал множество брошюр, и когда он умер, доктор Джонсон сказал о нем: «Том Херви, хотя и был порочным человеком [то есть человеком порока], был одним из самых благородных людей, которые когда-либо жили».
- Капитан достопочтенный Уильям Херви (25 декабря 1699 — январь 1776), в 1729 году женился на Элизабет Ридж (? — 1730)
- Преподобный достопочтенный Генри Херви (5 января 1701 — 16 ноября 1748); в 1730 году женился на Кэтрин Астон, взял её фамилию и имел двух детей
- Преподобный достопочтенный Чарльз Херви (5 апреля 1703 — 21 марта 1783), пребендарий Эли. В 1743 году женился на Марте Марии Говард (1705—1797)
- Достопочтенная Генриетта Херви (5 апреля 1703 — апрель 1712)
- Мертворожденный сын, 6 июля 1704 года
- Достопочтенный Джеймс Портер Херви (24 июня 1706 — август 1706)
- Леди Энн Херви (ок. 1707 — 15 июля 1771)
- Леди Барбара Херви (ок. 1707 — 25 июля 1727)
- Достопочтенный Хамфри Херви (родился 3 июня 1708 года), умер молодым
- Достопочтенный Фелтон Херви (3 июля 1710 — 16 июля 1710)
- Достопочтенный Фелтон Херви (12 февраля 1712 — 18 августа 1773) также был членом парламента от семейного округа Бери-Сент-Эдмундс. Он появляется на переднем плане «Трибуны Уффици» Цоффани. Приняв дополнительное имя Батерст, внук Фелтона, Фелтон Элвелл Херви-Батерст (1782—1819), был создан баронетом в 1818 году, а после его смерти годом позже титул перешел к его брату Фредерику Энн Херви-Батерст (1783—1824).
- Достопочтенный Джеймс Херви (5 марта 1713 — май 1714)
- Леди Луиза Каролина Изабелла Херви (1715 — 11 мая 1770), замужем за сэром Робертом Смитом, 2-м баронетом
- Леди Генриетта Херви (25 сентября 1716 — июль 1732).

85-летний Джон Херви, 1-й граф Бристольский, скончался в январе 1751 года. Титулы графа Бристоля и барона Херви вместе с поместьем Икворт-хаус перешли к его внуку Джорджу Херви, старшему сыну Джона, лорду Херви.